# 1669 års förmyndarordning
1669 års förmyndarordning reglerade lagen kring fömynderskap i Sverige. 
Fram till denna tidpunkt hade en änka varit laglig förmyndare för sina barn efter makens död: hon var dock tvungen att rådgöra med makens släkt och fick inte hantera barnens farsarv fritt utan medgivande från släkten, och om hon gifte om sig, och alltså hamnade under sin nye makes förmynderskap, skulle boet skiftas och hälften av makarnas egendom tillfalla barnen. Principen med 1669 års förmyndarordning blev att en änkas eller änklings barn fick en separat förmyndare för att skydda deras arv efter den avlidna föräldern mot den levande.